# Straight edge

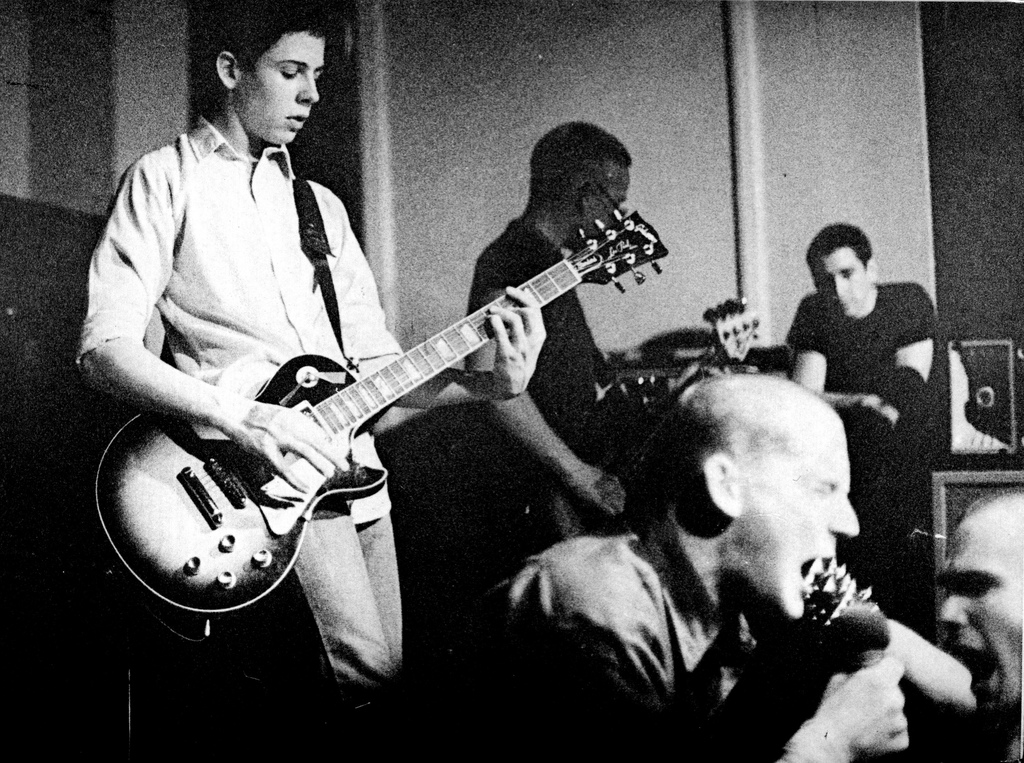
Minor Threat

L'straight edge és un estil de vida i un moviment musical que es va iniciar dins de la subcultura del hardcore punk estatunidenc al final de la dècada del 1970, en què els seus seguidors fan un compromís d'abstenir-se de beure alcohol, fumar i consumir drogues. En alguns casos també es comprometen al veganisme i a practicar sexe exclusivament monògam. Va ser una reacció directa a l'autodestrucció i el nihilisme present al punk. El terme straight edge prové de la cançó «Minor Threat» de la banda de Washington DC Minor Threat.

## El símbol de la «X»

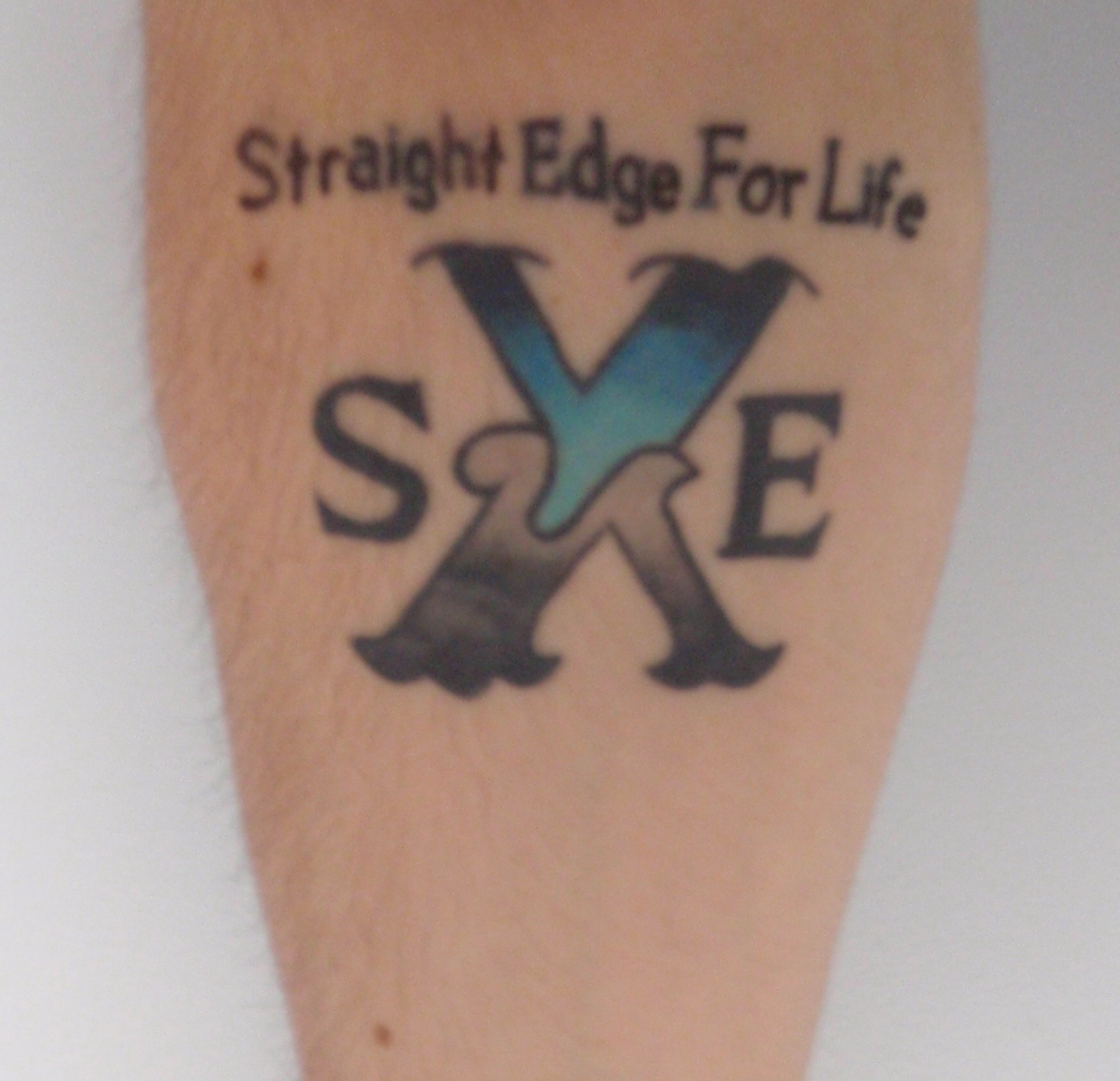
Tatuatge sXe

La «X» es porta normalment com una marca al dors de les dues mans. Segons una sèrie d'entrevistes fetes per Michael Azerrad, la X de l'straight edge apareix en la gira del grup Teen Idles per la costa oest dels Estats Units l'any 1980. Teen Idles estaven programats per tocar al Mabuhay Gardens de San Francisco, però quan el grup va arribar, el gerent del club va descobrir que tots els membres eren menors de 21 anys, edat mínima per beure alcohol legalment. Així que per no anul·lar el concert la gerència va marcar a cada component del grup amb una X negra per advertir al personal del club que no es servís alcohol als músics. Al tornar a Washington DC, el grup va suggerir a diversos clubs i locals fer el mateix, així els joves menors d'edat podien assistir als seus concerts sense problemes legals. Poc després la marca va ser associada amb l'estil de filosofia straight edge.
La X s'utilitza també per abreviar straight edge (sXe), atès que la X sona semblant a edge en anglès. La X també s'utilitza en l'abreviació de la paraula hardcore (hXc).
Una variant va ser la triple X, creada pel bateria Jeff Nelson, de Minor Threat. Interpretada després d'una X per cada doctrina. (No Alcohol, No Drogues, No Sexe) o (No Alcohol, No Tabac, No Drogues).